# Borboropsis
Borboropsis is een geslacht van insecten uit de familie van de afvalvliegen (Heleomyzidae), die tot de orde tweevleugeligen (Diptera) behoort.

## Soorten
- B. fulviceps (Strobl, 1898)
- B. puberula (Zetterstedt, 1838)
- B. steyskali Mathis, 1973